# Enemion savilei
Enemion savilei är en ranunkelväxtart som först beskrevs av James Jim Alexander Calder och Taylor, och fick sitt nu gällande namn av C. Keener. Enemion savilei ingår i släktet Enemion och familjen ranunkelväxter. Inga underarter finns listade i Catalogue of Life.